# Little Ben

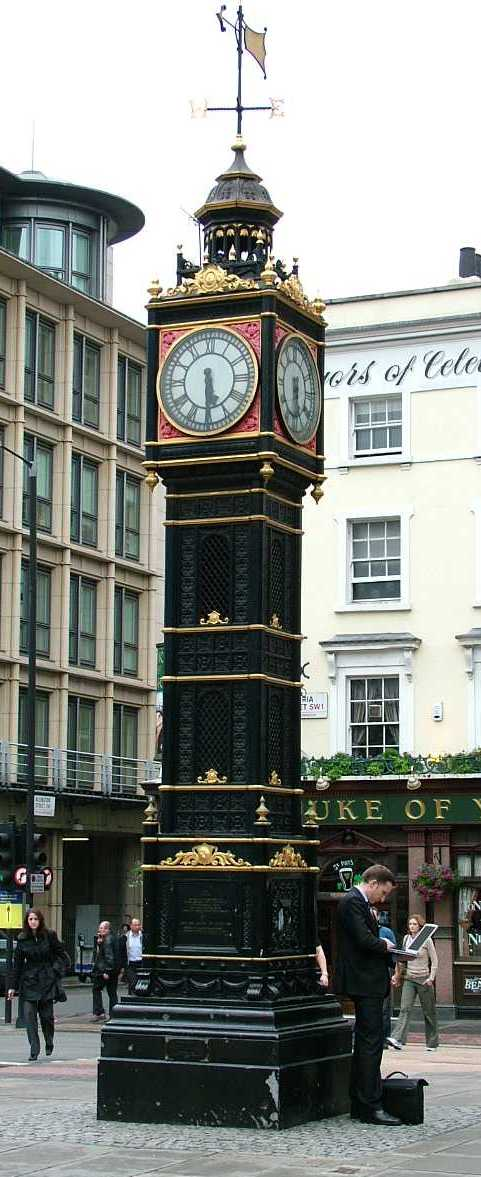
Little Ben, Victoria Street, Londres.

Little Ben es una torre de 6 metros de altura de hierro fundido del reloj en miniatura, ubicado en la intersección de Vauxhall Bridge Road y la calle Victoria, en Westminster, en el centro de Londres, cerca de la aproximación a la estación de Victoria. En el diseño que imita la famosa torre del reloj coloquialmente conocido como el Big Ben en el Palacio de Westminster, que se encuentra en el otro extremo de la calle Victoria.
Little Ben se fabricó, según Pevsner, por Gillett & Johnston de Croydon, y fue erigido en 1892, retirado del lugar en el año 1964, y restaurada y re-erigida en 1981 por el Ayuntamiento de Westminster con el patrocinio de Elf Aquitaine .S.A "ofrece como un gesto de amistad franco-británica ".
Firmado por J.W.R. lo que se colocó en el cuerpo del reloj:
Mis manos se pueden retardar o pueden avanzar

Mi corazón late tanto para Inglaterra como para Francia.
La réplica de Little Ben pintado en color plata, fue erigido en 1903 en el centro de Victoria, la capital de Seychelles para celebrar el Jubileo de oro de la reina Victoria  en 1897.